# Paŭlo Debenham
Paŭlo Debenham est un roman de Heinrich August Luyken publié en 1912,.

## Publication
Ce roman a été censuré dans l’Empire russe.